# Calo (Teo)
Calo o San Juan de Calo (llamada oficialmente San Xoán de Calo) es una parroquia española del municipio de Teo, en la provincia de La Coruña, Galicia.

## Entidades de población
Entidades de población que forman parte de la parroquia:
- A Agrela
- Adrán
- Ameneiro
- Balcaide
- Cabovila
- Carballal
- Casal (O Casal)
- Casalonga (A Casalonga)
- Castro
- Cesar
- Cornide
- Faramello (O Faramello)
- Fixó
- Folgueiras
- Galanas (As Galanas)
- La Iglesia (A Igrexa)
- Mazas
- Mouromorto
- Oseve (Osebe)
- O Vilar de Baixo
- O Vilar de Riba
- O Vilar do Medio
- Pedreira (A Pedreira)
- Reborido
- Riotinto
- Rúa de Francos
- San Domingo
- Socastro
- Solláns
- Texexe
- Vila Verde
- Vilar de Calo (O Vilar de Calo)
- Vilares de Rúa de Francos
- Xesta (A Xesta)

## Demografía
| Gráfica de evolución demográfica de Calo entre 2000 y 2019 |
|                                                            |
| Datos según el nomenclátor publicado por el INE.           |

## Lugares de interés
La parroquia cuenta con diversos lugares de interés. El más conocido es Rúa de Francos, donde se encuentra un puente romano, conocido como Puente de Os Mouros. Por otra parte, en esa misma entidad de población se encuentra un crucero, llamado Crucero de Francos (o de Calo), el cual es admirado por los peregrinos a su paso debido a su emplazamiento en el Camino de Santiago. Es también en este lugar donde se celebra una concurrida feria de caballos cada 11 de noviembre, conocida como San Martiño, cuyos orígenes datan de 1557.[cita requerida]
Otros lugares de interés en la parroquia son los petroglifos de Cornide y de Mouromorto, menos conocido. También se sitúan en la parroquia varias iglesias, destacando la parroquial, de estilo barroco, y varios molinos de agua en estado de abandono.[cita requerida]